# Toshi Arai
Toshihiro 'Toshi' Arai (Língua japonesa 新井　敏弘) (Isesaki, Gunma, Japão, 25 de Dezembro de 1966) é um piloto japonês de rali. Participou do Campeonato Mundial de Rali (WRC).

## Carreira
Fez a sua estreia em 1987. Conduziu um Subaru pela World Rally Team no Grupo N de 1997 a 2000, e de 2002 a 2003, tendo competido no Grupo A na temporada de 2000-2001.
Em 2004 criou a sua própria equipa, a Subaru Team Arai, vencendo o Campeonato do Mundo de Produção em 2005 e 2007, tendo como carro o Subaru Impreza WRX STI. Nesta categoria, conseguiu vitórias no Rali da Turquia, Rali do Japão e no Rali da Austrália, que o levaram ao título.
Também venceu a FIA Teams Cup, em 2000.